# ギリシャ王国

ギリシャ王国
Βασίλειον τῆς Ἑλλάδος (ギリシャ語)

国の標語: Ἐλευθερία ἢ Θάνατος（ギリシア語）
自由か死か国歌: Ὕμνος εἰς τὴν Ἐλευθερίαν（ギリシア語）
自由への賛歌

1947年までのギリシャ王国の領土の変遷

ギリシャ王国（ギリシャおうこく、ギリシア語: Βασίλειον της Ελλάδος、1832年 - 1924年、1935年 - 1941年、1944年 - 1967年）は、ギリシャ独立戦争によりオスマン帝国から独立したギリシャに設けられた王国である。列強諸国によってバイエルン王国、デンマークの王子が王に据えられたため国内での支持基盤が弱く、政変が相次ぎ安定しなかった。

## ヴィッテルスバッハ家の時代

### 始まり
1832年2月6日、バイエルン王国よりギリシャ王となるべく王子オットー・フォン・ヴィッテルスバッハ（ギリシャ名オソン1世）が仮首都ナフプリオへ熱狂的な歓迎の中、到着した。ギリシャは独立したとはいえ、列強国イギリス・フランス・ロシアとバイエルン政府が署名した条約（ギリシャは署名に含まれていない）により、列強三国の介入が認められていた。
のちに首都は、この時代にはもはや一寒村に過ぎなかったアテネに決定されたが、これは古代ギリシャをモチーフにしたものであり、古代ギリシャからの脈々と受け継がれたギリシャの歴史が継続されたものであることを示そうとしたものであった。しかし当時のギリシャはアルタからヴォロス北部を結ぶ境界線までのギリシャ本土、ペロポネソス半島、キクラデス諸島に限定されていた。
ギリシャはあくまでも保護国にすぎず、政治的にも経済的にも外国や外国人に拘束されていた。また、オソン1世は即位時にはまだ16歳でオソン1世に先んじてギリシャ入りしていたヨーゼフ・ルートヴィヒ・フォン・アーマンスペルク (en) 伯爵、法律家ゲオルク・ルートヴィヒ・フォン・マウラー (en) 、軍人カール・グスタフ・ハイデックらが摂政として選ばれ、オソン1世が成人となる1835年まで彼らがギリシャの舵取りをおこなった。
独立戦争中、ギリシャ人らはイギリス派、フランス派、ロシア派に分かれており、さらに自らの持つ利権を守るために対立しており、摂政たちは強力な中央集権体制を目指し、軍の改革には断固たる態度で挑んだ。
政治のあらゆる部分においてギリシャ人は排除されており、オソン1世が成人して親政を開始してもバイエルン人による独占的な支配に変化はなく、ギリシャ人の不満が募りつつあった。

### 行政
オソン1世到着後、摂政評議会が設立され、アーマンスベルク伯爵が議長に就任した。さらにギリシャ省（官房局）が設立されギリシャ人が歴代局長を務めたが、これは名目上のものに過ぎず、摂政らが権力を握っていた。さらに地方は10の県（ノマルヒア）に分けられさらにその下に郡（エパルヒア）が形成された。さらに郡は市町村（ディモス）に分けられ、国王がその長を任命することになっていた。そのため、それまで自治権を持っていた町の自治も廃止され、西欧風の組織作りが成されたことにより、ギリシャの慣習や伝統は無視され、住民局がこの管理を行なったが、この局長にはフランス人アレクサンドル・ルジュー、ギュスターヴ・デシュタルが着任、この二人はアンリ・ド・サン＝シモンの弟子であった。

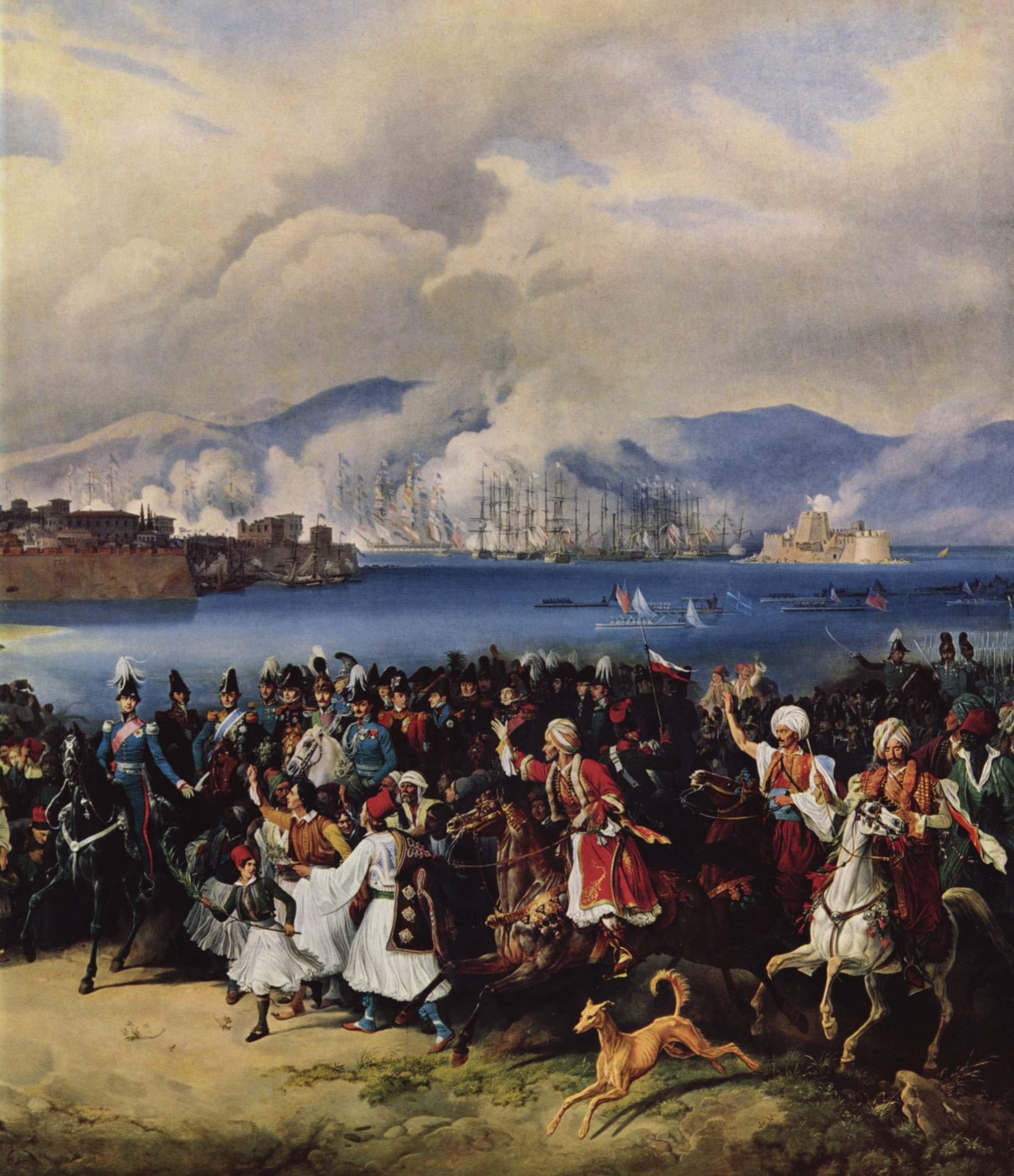
ナフプリオに到着した王を迎える民衆

さらにアリオスパゴス裁判所が設立され、第一審裁判所、軍法会議が3箇所に、控訴院2箇所、そして破毀院が設けられた。法律は1835年2月23日に政令が交付されたことにより、ビザンツ帝国の法制、判例が導入されたが、慣習法に従うことも認められていた。ただし、当時の法学者によればこの政令はローマ法が基礎を成しているとしているが、結局、初期においては憲法は制定されなかった。
さらに教育の分野でもフランス、ドイツの制度に基いた公教育の基礎が設けられ、県中心部には3年制のエリニカ・スホリア（ギリシャ学校）と4年制のギムナシア（中等学校）が置かれさらに1837年にはアテネ大学が初の国立大学として創設されてギリシャ人の「再ヘレニズム化」が進められ、古代ギリシャ文化や「カサレヴサ（純正語）」の研究に重点が置かれた。そのため、王国外のギリシャ人らもアテネ大学で学問を学び、卒業後は各地で「ヘレニズムの福音」を伝えた。
ギリシャ教会については1821年にはすでにオスマン帝国の圧力を受けたコンスタンティノポリス総主教が全ての指導者を破門したことにより独立状態と化しており、独立戦争時は無秩序が支配していた。そして非キリスト教国であるオスマン帝国支配下にある教会に従属させることはできないとして、そのため法律家マウラーは新たな規則を提案、主教会議においてギリシャ教会自体が首長であり国王が任命する教会会議が運営する事が決定、コンスタンティノポリス総主教の同意を得ることなく、独立したものと法律により規定されコンスタンティノポリス総主教の管理下から抜け出す事となり、ギリシャ正教会を編成した。
この改革により6名未満の修道院が廃止、その財産は国家へ移され、82の修道院、3つの尼僧院が残る事となった。さらに教育事業も国家へ移され、これにより各種学校が教会の手から王国に移ったため、西洋風の制度が敷かれることとなった。

### 軍事分野
摂政らは独立戦争で活躍したギリシャ不正規軍、正規軍らが違法行為を行なって秩序を乱していることから1821年に恩赦を発令、山賊と化した元兵士や難民と化していた農民らを許したが、恩赦以降に犯罪を犯した場合は厳しい法律でこれを取り締まる事にした。そのため、不正規軍、正規軍は解体され、10大隊のエウゾヌ（軽歩兵）が編成されたが、部隊にはバイエルンで徴募した志願兵に置き換えられた。さらに主要な地位にはバイエルン、イギリス、フランスの軍人が就いたため、ギリシャ人兵士はこの中には1,000人程度含まれているに過ぎなかった。そのため、ギリシャ人兵士10,000人が追放されることとなったが、ギリシャ人の多くが独立戦争時の功績を認められなかったため、この軍に参加することを拒否して武装集団を形成、時に政治に介入するなど19世紀のギリシャの安定化を阻む問題と化した。
1835年の時点で憲兵隊を合わせて7,000人がギリシャ軍に所属していたが、この大部分が傭兵であったため、ギリシャの国家財政を著しく圧迫する事となった。
そして1838年にバイエルン人らによる部隊がギリシャを去ることになったが、歴代陸軍大臣はバイエルン人が勤めた。

### 財政

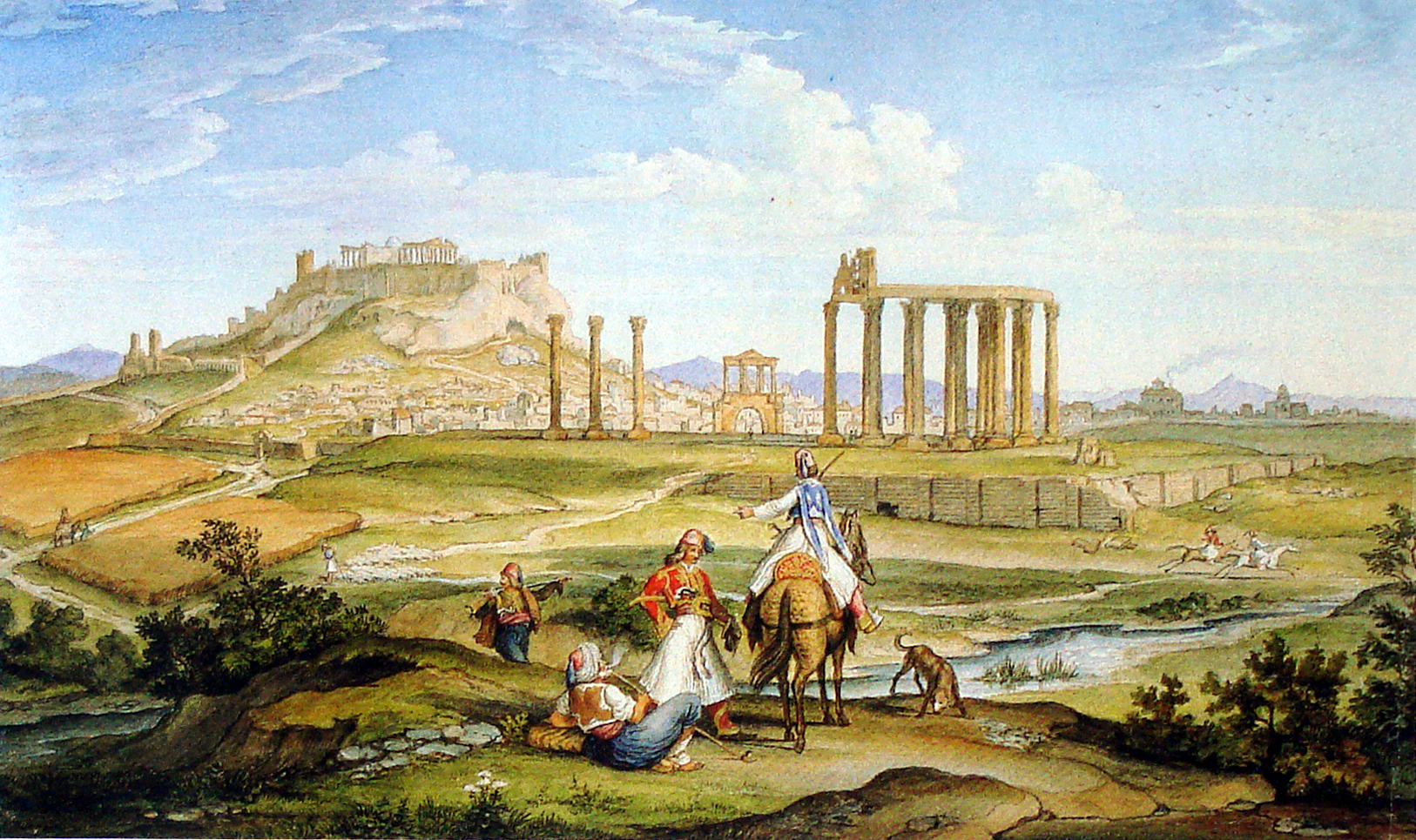
当時のアテネを描いたもの（1833年）

当初、独立戦争で受けた壊滅的な打撃とギリシャの商業中心地であるスミルナ、テッサロニキ、コンスタンティノープルなどがオスマン帝国支配下であったため、イオアニス・カポディストリアス率いる共和政時代からの懸案である国土の復興と経済基盤の形成が急務であった。
そのため、国庫制度が制定されたが、これはオスマン帝国時代のものとほとんど同じもので場合によっては改悪されていた。直接税としては農業生産に対する十分の一税が主要なものであり、国有財産の使用することにより発生する税と合わせて税収入の25%を占めていた。間接税としては輸出入に関する税と価格に応じてかかる関税などがあったが、税収入のほとんどが現物で納められた。
また、ギリシャの保護者である列強から60億フランの借款を得る事に成功したが、これは軍隊の維持費や借金の利息、消却に大部分が消えた。そこで改革が行われ、不正な土地の売買の監視や、大土地所有者から土地を取り上げ小作農を形成することによる税収増加を図ったが、ギリシャ人らの抵抗により税収が上向くことはなかった。
結局、公に政府の会計が公表されたのは摂政制導入後4年たってからであったが、財政の管理が不完全であり摂政らが財源を浪費したため、散々なものであった。
さらに摂政らは「貧困家庭への支給」法を公布して元兵士らの救済を試みた。しかし、この法律は結局、機能せず、1862年の時点でも国土の35%が国有地であり、農民20万人が所有する土地は16%に過ぎなかった。そして農民らのほとんどが小作農であり、十分の一税の他に地主に収穫物の30%を治めなければならなかった。結局、税金を払っているのはごく一部の農民たちであり、国家の税収が上向くことはなかった。
後に大蔵省や会計検査院も設立されたが、財政が安定することはなく、オソン1世治世下の国家財政は常に破産状態であった。

### 経済
クリミア戦争とその講和条約であるパリ条約の締結によりイギリス、フランスによる近東、エジプト、バルカン半島への進出が活発化、これに伴い同じ地域へ進出していたギリシャ商人らの活動も同じく活発化していた。そのため、ドナウ川を行き来する船舶3,000隻の内、2,000隻がギリシャに所属しており、黒海での商行為の大部分をギリシャ商人らが占めていた。さらにエジプトのアレクサンドリアにおける輸送の3分の1を占めていた。
これはイギリス、フランスによるオスマン帝国再編成の試みがこの発展を支援することになり、1855年にはオスマン帝国とギリシャの間では通商条約が結ばれた。このため、ギリシャはオスマン帝国内におけるイギリスの活動へ参加する事が可能となり、1860年以降はイギリスの会社による活動に共同出資者として参加するギリシャ人らも現れた。
当初はゆっくりとした経済発展も1856年以降、急激に加速を見せ、1838年の時点では商船総トン数85,502トンであったのが1858年には368,600トンに増加していた。そのため、港湾設備の充実が行なわれ1859年以降、港湾設備の建設、電気通信設備、郵便事業、道路網整備、旧式な関税制度の廃止などが行なわれたことによりさらに商活動が活発化することになった。そのため1838年の時点で住民一人当たり輸入25.8ドラクマ、輸出8.03ドラクマの値であったのが1851年から1860年の期間には輸入27.5ドラクマ、輸出14.98ドラクマに増加していた。
そのためオリーブ油、ワイン、ブドウ等輸出用商品の生産が増加しており、富裕層である地主らの耕地面積は1860年の時点で1840年の倍となっていた。これには人口増加も伴い、1840年の時点で850,246人であったのが1861年には1,096,810人にまで増加した。

### 迷走するギリシャ
1834年にはマニ半島において反乱が発生し、1836年にはアカルナニアで反乱が発生、そして1839年には「親正教（フィルオルソドクス）」陰謀が発覚、さら1840年、オスマン帝国とエジプトとの関係が悪化すると、クレタ、テッサリア、マケドニアでは騒動が発生、ギリシャ全域に不穏な雰囲気が漂っていた。
1833年夏、バイエルン人支配下のギリシャに苛立ったコロコトロニスがロシアの支援を受けてクーデターを起こそうとしたが、コロコトロニスは捕らえられた。彼は死刑を宣告された後、オソン1世により減刑された。さらに散発的な反乱や違法行為は続いており、斜陽の国、オスマン帝国との国境ではギリシャ不正規軍がトルコへ侵入、イピロスへ侵入してアルタを略奪するなどの行為を行なっていた。そのため、その討伐にオスマン帝国がギリシャ領土に侵入するなどギリシャは常に無秩序に悩まされた。
さらに摂政たちの間でも諍いが発生しており、1834年、アーマンスペルクはマウラー、ハイデックらを更迭して自らがギリシャ王国の支配者と化した。さらにアーマンスペルクはコレッティスをパリ公使としてギリシャ本国から引き離して政治に関わらせないようにした上でアーマンスペルクに従順なアレクサンドロス・マブロコルダトスを利用した。
1835年、オソン1世が成人になるとアーマンスペルクは自ら第一首相という肩書きを設立して自らの権力を保持したが、政治的には無能でしかも傲慢な性格は周囲との軋轢を生んだ。
翌年にオソン1世が妻を捜すためにミュンヘンへ向かった時、父であるルートヴィヒ1世にアーマンスペルク更迭の許可を求めたがルートヴィヒ1世はこれを認めた。1837年2月オソン1世はオルデンブルク家のアーマリアとともにギリシャへ帰国したが、この時、バイエルンの騎士ルートハルトを伴っていた。そしてアーマンスペルクは更迭され、第一首相は廃止された。
しかし、ルートハルトも結局、アーマンスペルクと同じく恣意的絶対主義でギリシャを支配しようとした。しかし、憲法を望むのはギリシャ人だけではなくイギリス政府も同じであり、イギリスは公使を通じてギリシャへ抗議した。そのため、ルートハルトも1年と持たずに辞職、1847年12月、その後任に初のギリシャ人首相としてコンスタンディノス・ゾグラフォスが就任した。
イギリスのパーマーストン外相は混迷するギリシャに対して立憲議会の開催を求めたが、オソン1世はこれを拒否、バイエルン人による統治を続けていた。さらにギリシャ王国のギリシャ人らはオスマン帝国支配下のギリシャ人よりも過酷な生活を強いられており、1830年代初期にはオスマン帝国から移住するよりもギリシャからオスマン帝国へ移住する人が多い状態であった。
その中、カポディストリアスの元部下やコロコトロニスの後を継いだアンドレアス・メタクサスに率いられたロシア派らは手を結んでオソン1世をギリシャ正教へ改宗させることを目論んだ。これにはバイエルン人の追放を望む立憲主義者らも協力したため、反カトリック運動は急進化することとなった。

### 1843年
1841年7月、オソン1世は閣僚から提案された立憲制への移行を拒否、提案を行ったギリシャ人外相アレクサンドロス・マヴロコルダトス (en) を解任した。しかし、この行為によりギリシャ人が軽んじられ、さらに借款返済のために財政が引き締められたことにより、オソン1世への不満がさらに高まりを見せることになった。

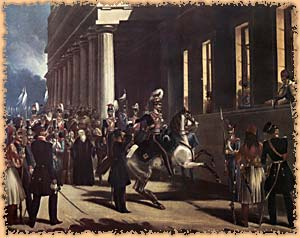
宮殿に到着したカレルギス、窓にはオソン1世と妃アマーリア。

バイエルン人摂政らによるギリシャ支配はギリシャ人らの不満を惹き起こしていた。そしてギリシャ独立後にギリシャへ移住した「ヘテロフソン」らが王国政府の高い地位を独占していたため、独立戦争を戦い抜いた軍人らは自らの地位を奪い取られたとして不満を抱いていた。
さらにギリシャが破産状態であったため、税金も過酷であり、軍事支出への法外な負担、列強からの借款の利払いに費やされたため、世論も不満が高まっていた。そして列強三国もこの状態に不満を抱いており、不満を持つギリシャ人らの反体制運動に対して支援を行なっていた。特にイギリスは強く支援を行なっており、イギリス総督府はその司令部と化していた。
さらにイギリスは当時統治していたイオニア諸島において自由主義的改革を行ない、イオニア議会下院ではギリシャにおいて代議制を導入することを討議したが、これはギリシャの立憲主義者を刺激することになった。
1843年、1840年に始まったヨーロッパ経済不況のあおりを受けていたギリシャ政府は破産を宣言、列強三国に信用貸しを行なうよう申し出たが、列強はこれに対してギリシャ全資産を借金に補填することを決定した。しかし、この条約が批准される予定であった1843年9月3日、アテネにおいてヤニス・マクリイアニス (en) 、デミトリオス・カレルギス (en) 、アンドレアス・メタクサス (en) 、マブロコルダトス、コレッティスらによる無血革命 (en) が発生、民衆もこれを支持した。
革命軍は宮殿を包囲した上で参事院を召集、オソン1世に対して憲法を制定することを求める要望書を提出した。オソン1世はこれに対して小さな抵抗を行なったものの、結局、これを認めた。そのため国民議会が憲法制定のために召集された。国民議会はイギリス首相ロバート・ピール、フランス外相ギゾーの助言、勧告を受けておりイギリス派であるマブロコルダトスとフランス派であるコレッティスらが主導権を握った。そのためイギリス、フランス両国が同意していた国王の拒否権と大臣の任命権が認められ、さらにギゾーが主張していた王によって任命される終身議員で構成される上院が創設されることが議論された。結局、半年に及ぶ議論の後、1844年3月に憲法は公布された。
憲法 (en) には市民平等、個人の自由、出版の自由、団体の権利が保障され税金納付制限付きで男性のみではあったが実質的普通選挙権が認められた。しかし立法権、大臣の任命権、裁判権は王に付随しており、さらに選挙で選ばれる下院（希: βουλη、ブゥリイ）だけではなく、王が任命する上院（希: γερυσια、ゲルゥシア）との二院制と規定されたため、著しく王に権利が付随する極端に保守的なものであった。
憲法が制定された後、ギリシャ人が首相の座につくことになったが、歴代首相であるフォアナリオティスのマブロコルダトス、ワラキア出身のコレッティス、アルバニア人のクンドゥリオティスらは名目上のギリシャ人でしかなかった。そして、彼らのほとんどは憲法に関心を払わず、マブロコルダトスに至っては憲法制定後初の首相であったが憲法を裏切る行為のために辞職に追い込まれた。さらにイオアニス・コレッティスが首相に就任した際にも憲法を重視しなかったため、オソン1世は憲法に従うそぶりをみせることはなかった。
しかし、この憲法の制定によりギリシャ王国は立憲君主制となった。

### コレッティスの独走とクリミア戦争
憲法が制定されギリシャに立憲君主制が成立、初の選挙が行われる事になったが、首相コレッティスはありとあらゆる手段を駆使して対立者を排除、選挙に勝利して権力を握る事となった。さらにこんどはバイエルン人を排除したギリシャ人政治家による独断政治が行われ、コレッティスは首相就任後、極端な中央集権主義者と化しオソン1世に政治へ介入することを求めた。そして、コレッティスはメガリ・イデアの実現を願っており、国内政策に対しては無為無策でギリシャの領土拡大のみを狙っていた。そのため、憲法は事実上、無力化しギリシャ政治は腐敗化、一種の議会制独裁政治と化した。そして1847年にコレッティスが死去すると相次いで内閣が組閣されたが、これらは全てオソン1世の意向を意向を受けた形骸化した内閣であり、しかも、短命な政権が続いたことにより、列強の介入の拡大を導き出すこととなった。
1848年、ヨーロッパ各地では革命の風が吹き荒れていたが、これはギリシャにも影響を与えた。しかし、これは自由主義を目指したものではなく、メガリ・イデア実現を目指す自由主義的、保守的な動きと化した。ギリシャ、オスマン帝国国境では不正規軍らによる衝突が勃発し、メガリ・イデア実現を目指す秘密結社が暗躍したが、これはオスマン帝国内のギリシャ人に対する憎悪とイギリスの怒りを招いたにすぎなかった。
さらにオスマン帝国を巡ってイギリス、フランス、ロシアら列強による競争がこれに拍車をかけることになり、オソン1世は立憲君主主義者らの暗躍を嫌ってロシアに接近を試みていた。列強の中でもイギリスはギリシャの自由主義的改革を臨んでおり、絶えず借款の利払いを求めていた。そしてイオニア諸島の一部であると主張していたペロポネソス半島沖合いの小島2箇所やギリシャ王室が差し押さえた土地への補償などを求め、さらにドン・パシフィコ事件の補償を求めた。
オソン1世とギリシャ政府は当初、これに対してのらりくらりとかわし続け、後には抵抗を強めたが、そのため、イギリスのパーマーストン外相はギリシャにおける影響力の確立することを決定、1850年4月から7月までイギリス艦隊はギリシャ封鎖を実施、ピレウス港を封鎖してイオニア諸島のギリシャ人の蜂起を鎮圧した。
これにはルイ・ナポレオン率いるフランスが積極的に介入しロシアが厳重な抗議を行った事により解除されたが、この政策はギリシャ人らに反発をもたらしただけであり、世論はロシアへ向き、さらオソン1世の人気を高める結果となった。そのため、ロシアは借款の元利を放棄、さらにギリシャ正教会とコンスタンティノポリス総主教との間を取り持ち、1850年1月29日にギリシャ正教会の独立が正式に認められ、コンスタンティノポリス総主教はギリシャ大主教を議長とする主教会議の下にギリシャ正教会が自主独立したとする主教会議令書を発したが、この出来事はロシアがイギリスにかわってギリシャの保護者となったことを示していた。
これらイギリス、ロシアの活動により、クリミア戦争が発生すると1854年、ギリシャはロシア側につき、当時オスマン帝国領であったイピロス、テッサリア、マケドニアでは蜂起が発生、オソン1世は『メガリ・イデア』を支持してギリシャ不正規軍がオスマン帝国領へ侵入することや正規軍が不正規軍を補強することを黙認、さらにはクレフテスや大学生らがゲリラ部隊に参加、イピロス、テッサリア、マケドニアに侵入した。
しかし、この蜂起はオスマン帝国軍によって鎮圧され、さらにイギリス・フランス両国はイピロス、テッサリア、マケドニアにおけるギリシャ人の蜂起にたいしてもピレアス港を閉鎖してギリシャに中立宣言をさせ、オスマン帝国の維持を図った。そしてクリミア戦争が終了した後もイギリス、フランス軍らは占領を続け、クリミア戦争の講和会議でもあるパリ会議にはギリシャの参加を拒んだ。結局、この占領は1857年まで続き、さらに1859年までは監視委員会が設置されたままであった。

### オソン1世の迷走
1843年以降、歴代内閣はオソン1世に任命されていたが、これはすでに形骸化していた。特に占領軍が撤退した後、オソン1世の政治介入が激しくなったため、クリミア戦争中になりを潜めていた反王党派の活動が活発化し始めた。さらにイギリス、フランス、ロシアの各派閥の領袖たちも引退し始めたことにより西欧風の自由思想を学んだ新たな世代が西欧的議会主義を待ち望んでいた。
1859年、オーストリアとイタリアの間で戦争が勃発した際は、ギリシャ人らはイタリアのジュゼッペ・ガリバルディに共鳴していたがオソン1世はオーストリアを支持した。そのため、オソン1世はクリミア戦争時に得ていた人気を失うこととなった。
さらに1859年に行なわれた選挙により議会が開催されたが、これは王党派と自由主義的反王党派の二つに分かれたが、オソン1世は選挙以前から首相を務めていたアサナシオス・ミアウリスによる内閣を1862年まで継続させた。しかし、ギリシャ内はすでに不穏な空気が流れており、王妃への襲撃事件や暴動などが発生していた。
この状況の中、反王党派は独立戦争時の英雄、コンスタンティノス・カナリスを中心に結集した。オソン1世はこれに対して和解を試みたが失敗、そのため、1862年2月にはナフプリオ、ペロポネソス半島の一部、キクラデス諸島の一部で蜂起が発生した。しかし、この蜂起は4月には鎮圧され、指導者の一人であるエパミノダス・デリイオルギスは逮捕された。オソン1世は譲歩を行なって事態を収拾しようとしたが、依然としてギリシャは危険な状況であった。
さらにイギリスはロシア志向のオソン1世に嫌悪感を抱いており、イギリスと結びついていた反王党派指導者ブルガリスが反オソン1世運動の舵を取る事となった。

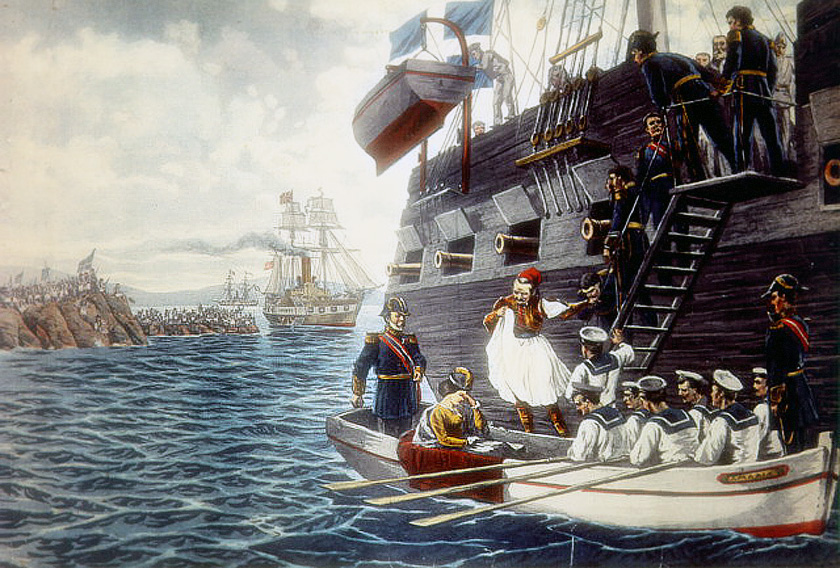
追放されるオソン1世と妃アマーリア

その後、憲法を形骸化しようとするオソン1世への不満はくすぶり続け、国王夫妻が正教徒でなかったことがギリシャ人たちの不満をさらに高め、それは反王室運動へと繋がった。1862年8月、ペロポネソス半島をオソン1世とその妃アマーリアが行幸している最中にアカルナニア、パトラ、コリントスの守備隊が蜂起した上でアテネでもコンスタンティノス・カナリス、ディミトリオス・ブルガリス、ヴェニゼロス・ルーフォスらが後押ししたクーデターが発生、オソン1世の廃位と新国王の選出、新憲法の制定を求めた。さらに列強三国らはオスマン帝国の維持と自国の利益を考えたことにより、このクーデターの支持に回ったため、オソン1世は退位を拒否はしたが、結局、故郷バイエルンに隠棲した。
オソン1世は王位を追われたものの、ギリシャへの片思いは死ぬまで続き、『ギリシャの伝統衣装（フスタネッラ）』を身に着けるなどして余生を過ごした。

## グリュックスブルク家の時代
イギリス・フランス・ロシアは新たな国王にデンマーク国王クリスチャン9世の次男クリスチャン・ヴィルヘルム・フェルディナント・アドルフ・ゲオルクを選出、1863年ゲオルギオス1世としてギリシャ王に即位した。彼は後継者を正教徒にするという約束を結んでおり、さらにイギリスが1815年以降、領有していたイオニア諸島の返還を受けた。新王即位とともに新憲法が制定され、オソン1世時代の憲法よりも王権が制限され、普通選挙が導入されたが、これはヨーロッパの中でも早いものであった。
しかし、ギリシャの政局は中々安定せず、1880年にトリクピス率いる政党とディリヤンニス率いる政党による二大政党制が出現するまで安定することはなかった。トリクピスが政権につくと国内の改革を行い、借款に依存した経済の建て直し、政治の改善、国内インフラの改良に力を注いだが、対外政策での強硬手段に失敗が続き、列強への依存は深まるばかりであった。一方、ディリヤンニスが首相であった時には第1回近代オリンピックが1896年4月の実現を可能にしたことにより、ヨーロッパ諸国にギリシャが西欧の国であることを知らしめることに成功した。
しかし、ギリシャにおいて1870年ディレーシ事件が発生、独立戦争以来生き残っていた武装集団がイギリス、イタリア人らを殺害、これはヨーロッパ諸国にギリシャが「盗賊どもの住家」「半分野蛮な国」という印象を抱くには十分であり、オスマン帝国時代からヨーロッパの人々が抱いていた古代ギリシャへのロマンが終わりを告げることとなった。さらにギリシャ政府は多大な賠償金を支払いはしたが、この武装集団に対して有効な手段をとることができず、さらに評価を下げることとなった。しかし、この武装集団はギリシャの非正規軍として今後、ギリシャ領土拡大に活躍することとなる。
ギリシャ経済においては一部工業において機械化が進みはしたがこれは工業化の促進につながらず、農業においても1871年に土地分配が終了したことによる小作農の増加し、1881年のテッサリア併合によって農産物の増加が見込まれはしたが、自国内で消費する分しか生産できなかった。、また、アメリカ大陸から農産物が安い価格で輸入が開始されるようになると、農産物の価格が下落し、さらに通貨ドラクマが下落することとなった。そのため、ギリシャ経済は悪化するばかりで歳入不足が続いたため、歳入の3分の1が海外からの借款な上に軍事増強に5割を使用したため、国内経済基盤の成長に使用されることがなかった。このため、ギリシャでは移民が促進されることとなった。

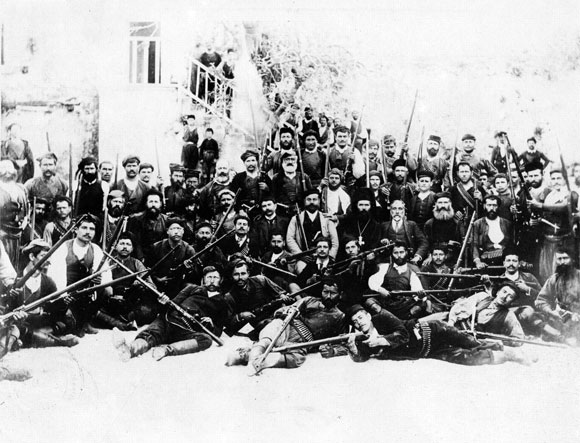
クレタ島の蜂起軍

この頃、クレタ島は依然として、オスマン帝国の領土であったが、ギリシャへの統合を求める蜂起が発生しつつあった。特に1866年の大規模な蜂起は1869年まで続き、オスマン帝国、ギリシャ、そして列強三国まで巻き込む騒動にまで発展し、ギリシャはクレタ島におけるキリスト教徒の迫害を根拠に列強国に訴えたが、列強は東方問題として混乱することを恐れ、1869年、ドイツのビスマルクはオーストリアを含めた上でパリ会議を開催、現状維持が採用された。しかし、クレタでは1878年に再度、蜂起が発生、『ハレパ協定』により、クレタ住民の権利が拡大したが、1888年、クレタ議会において急進派が勢力を拡大するとオスマン帝国はこれに対して派兵、急進派らは革命議会を設立してギリシャへの統合を主眼においた。1896年5月、オスマン帝国軍によるキリスト教徒虐殺事件が発生するとギリシャもこれに対抗して艦隊を派遣、列強国もクレタの自治化を提案したが、オスマン帝国は拒否した。さらに翌年2月、ゲオルギオス1世はクレタ島の占領を決断したが、列強に阻止されたが、ギリシャ北部国境において非正規軍が集結、オスマン帝国とギリシャは一戦を構えることとなった。ギリシャ軍はこれに敗北したが、クレタ島の自治を獲得することに成功、さらにゲオルギオス1世の次男、ゲオルギオス王子がクレタ島総督として着任したが、1905年に司法顧問であるエレフセリオス・ヴェニゼロスと対立、ヴェニゼロスが総督の交代とギリシャへの併合を主張して革命宣言を行ったことにより、国際監視委員会が総督の交代とキリスト教徒の地位向上を約束したため、ヴェニゼロスはこれを受け入れた。

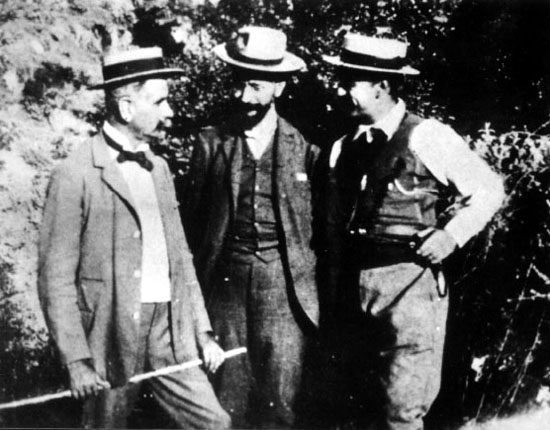
蜂起の最中、エレフセリオス・ヴェニゼロス（中央）、1905年

さらに北方国境以北でもスラブ系諸民族が民族主義的観念から蜂起を行っており、ギリシャ人もテッサリアやマケドニアで蜂起をおこなった。1878年、ベルリン会議により、セルビア、ルーマニアが独立、ブルガリアの自治国化が決定されたが、マケドニアはこれらの国の係争地と化しギリシャはタカ派的態度を隠そうとしなかった。特にブルガリアは民族主義が急進化しており、総主教座を利用して大ブルガリアの再現を狙っていたが、ギリシャもこれに対抗、世界総主教座は民族分離傾向が進む中、ギリシャの支援を始めていた。マケドニアでは散発的な戦いが始まり、列強国も仲介を試みたが、これも進まず、結局1908年にはマケドニアで戦闘が発生、バルカン戦争まで続いた。

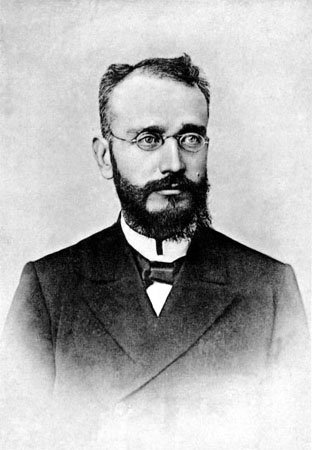
エレフセリオス・ヴェニゼロス

1908年、オスマン帝国で青年トルコ人革命が発生した。これによりオーストリアはボスニア・ヘルツェゴヴィナを併合、ブルガリアも正式に独立、さらにクレタ島もギリシャへの併合を宣言したがこれは列強により阻止された。これにより軍の一部がクーデターを起こし政府の改革を要求、政府はこれを受け入れた。その後、軍と議会の対立が急進化したため、クレタ島からエレフセリオス・ヴェニゼロスが事態打開のために呼び寄せられた。
ヴェニゼロスはアテネに到着すると打開策を提示、1910年8月8日に選挙が行われヴェニゼロス派が勝利したが、さらに議会運営を有利に行うために再度の選挙を行うことが決定されたが、各政党はこれをボイコット、そのためヴェニゼロス率いる自由党が圧倒的多数を占めることとなり、1911年5月20日、憲法が改正された。さらにヴェニゼロスは社会改革と経済復興に力を注ぎ、さらに親ドイツ派が多数を占める軍幹部の反対を押し切って、イギリス、フランスの支援を受けて軍の近代化を行い、フランスから追加の借款1億1000万フランを受けて経済復興にも成功した。

### バルカン戦争と第一次世界大戦
1911年9月、イタリアとオスマン帝国の間で伊土戦争が勃発、オスマン帝国の落日が明らかになるとバルカン諸国はオスマン帝国の分割の協議を行っていた。そこでヴェニゼロスはブルガリアと同盟を結び、戦争準備を整えていたが、1912年9月25日、モンテネグロがオスマン帝国に宣戦布告したことにより、第一次バルカン戦争が勃発した。ギリシャは10月5日、コンスタンティノス王太子を総司令官として参加、テッサリアをブルガリア軍よりも先に占領、フロリナ、カストリアを占領、ギリシャ海軍もエーゲ海の制海権を掌握した。
マケドニアはギリシャ、ブルガリア、セルビアの係争地と化し、各地で同盟国同士での対立が生じていた。オスマン帝国はブルガリア、セルビア、モンテネグロの休戦には成功したが、ギリシャはこれを拒否、イオニアの割譲、アドリア海の支配確立をもくろんでいた。事態収拾のために12月3日にロンドン講和会議が召集されたが、オスマン帝国が強硬な姿勢を崩さなかったために24日には中断、1月21日には再び戦いが再開されることとなった。この最中、列強は和解へ向けて仲介したため、1913年5月17日、ロンドン和平条約により、第一次バルカン戦争は終結した。
しかし、マケドニアを巡る争いは終結しておらず、ギリシャはテッサロニキを巡ってブルガリアと対立、同じくブルガリアを脅威と考えていたセルビアと相互防衛条約の締結に至った。しかし、この直後の1913年6月16日、ブルガリア軍が攻撃を仕掛ける事件が発生、ここに第二次バルカン戦争が開始されることとなったが、ルーマニアとトルコが参戦したため、ブルガリアは降伏、1913年7月28日にブカレスト講和条約が調印されることとなった。この戦いにより、ギリシャはカヴァラを獲得、ギリシャ・トルコ間の戦いもアテネ条約により、11月1日に終結した。ギリシャは2度のバルカン戦争を通して、国土は90%、人口が80%増加したが、新たに少数民族を抱えた上に、未回収の地域も存在、さらに戦費の消費による莫大な赤字を抱えることとなった。ヴェニゼロスはこれらの戦争による財政赤字などにより国力が低下したため、戦争を望んでいなかったが、1914年6月、サラエボ事件が発生すると、ギリシャも巻き込まれることとなった。
第一次世界大戦が勃発することにより、ギリシャは複雑な関係に巻き込まれることとなった。中央同盟側のドイツ皇帝ヴィルヘルム2世はギリシャ王コンスタンデイノス1世の義兄にあたること、中央同盟国であるオーストリアに敵対するセルビアとバルカン戦争時に相互防衛条約を結んでいること、また、ギリシャは建国以来、中央同盟と敵対する三国協商国であるイギリス、フランス、ロシアの保護国であったことや、フランスからの借款でギリシャの経済が成り立っていたことなどが存在し、さらにオスマン帝国やブルガリアの立場が不明であったことであった。このため、連合国はオスマン帝国とブルガリアを敵陣営に引き込む可能性が存在することを考え、また、ギリシャ軍内部にも親ドイツ派が存在していたことからギリシャは中立の方針を採用することとなった。
しかし、1914年、オスマン帝国が中央同盟国側に参戦したことにより、イギリスはアナトリアの西海岸を与えることを約束してギリシャへの参戦を促したが、イオニアス・メタクサスを中心とする親ドイツ派の軍幹部、国王らが反対したためヴェニゼロスは辞任して選挙を行い、これに勝利した上で再度、首相に着任したが、このときは参戦しなかった。しかし、10月、ブルガリアが中央同盟側で参戦すると連合国はギリシャへ参戦の圧力をかけ始めた。議会はセルビア支援の決議を行ったが、国王はこれに反対、ヴェニゼロスは解任された。
この最中、連合軍はテッサロニキへ上陸し、エーゲ海北岸を占領、崩壊したセルビア軍支援のための圧力をかけており、さらにブルガリア軍はギリシャ領であったマケドニアに侵攻、カヴァラも占領された。この事態に至って、ヴェニゼロスはテッサロニキで臨時政府の樹立を宣言、ギリシャは二分割されることとなった。ここで激しい戦闘が行われたが、1917年6月、国王コンスタンディノス1世が亡命、ヴェニゼロスはアテネへ戻り、議会の再召集を行い国王支持者追放、さらに基盤を固めたが、これにより、ヴェニゼロス派と国王派との対立は和解構築が不可能な状況に追い込まれていた。その後、ギリシャ議会は中央同盟側との国交断絶と宣戦布告を決定、これによりバルカン戦線は連合側に有利に働き、第一次世界大戦は連合側の勝利で終了、ギリシャは戦勝国となった。

### 第二共和制の成立
ヴェニゼロスはパリ講和会議に参加すると小アジア西部、トラキア東部、イピロス北部の要求をおこなったが、イタリア軍がアンタルヤに上陸したため、1919年5月、ギリシャ軍も小アジアへ上陸、このため翌年のセーブル条約でイズミルを含む小アジア西部のギリシャ割譲を得たがギリシャ軍はセーブル条約で規定されて箇所を越え、さらなる領土拡大を目指していた。この時、ヴェニゼロスは選挙で破れ、コンスタンディノス1世による親政により、ヴェニゼロス派が政府要員から追い出されていたが、この方針は維持した。
小アジアではギリシャ人のポンドス共和国、クルド人によるクルド国家などトルコの少数民族が自らの国家設立を企んだ活動をしていたが、これを危機としたトルコ人およびムスタファ・ケマルらはアンカラで革命政権を樹立、各地の分離活動の鎮圧に消極的なオスマン帝国に変わり活動を開始した。ギリシャ軍は小アジアの各地を占領してはいたが、革命政権はこれに反撃、1923年9月までにギリシャ軍は追い出されることとなった。
この敗北により、再びヴェニゼロス派の勢いが増すこととなり、ヴェニゼロス派のニコラオス・プラスティラスがクーデターを行うことにより国王コンスタンディノス2世は退位、トルコでの敗北の責任を取って、6名が処刑された。1924年4月、ヴェニゼロス派は王制の信を問う国民選挙を開始、国内での王党派、ヴェニゼロス派の対立に決着を狙ったが、これは見事にヴェニゼロス派の思惑通り、王制廃止、共和政移行が決定された。結局、セーブル条約で得た小アジアの領土は1923年7月に結ばれたローザンヌ条約により失われたが、ドデカネス諸島を除くエーゲ海の島嶼を得ることとなり、さらにギリシャ・トルコ間で住民交換を行い、キリスト教徒はギリシャへ、イスラム教徒はトルコへそれぞれ移動することとなった。

### 第二次世界大戦前
1922年9月プラスティラスのクーデターにより、コンスタンディノス1世は退位、ゲオルギオス2世が即位したが、1924年4月の国民投票により王制の廃止が決定、共和政への移行が決定され、すぐに亡命せざるを得なかった。しかし、国内ではヴェニゼロス派、反ヴェニゼロス派による争いが発生が続くこととなり、1934年5月にはヴェニゼロスは亡命に追い込まれ、新首相ツァルダリスの元、王制復活が決定された。復位したゲオルギオス2世は議会選挙を1935年6月、1936年1月の2度行ったが、ヴェニゼロス派、反ヴェニゼロス派らの議席が拮抗、共産党がキャスティングボートと化した。
この不安定な政局のために、国王ゲオルギオス2世は極右政党の党首であったイオアニス・メタクサスを首相に任命、この政局の打開を図った。メタクサスは議会を無視して強引な政治運営を行い、労働運動に対しても弾圧を行い、さらに共産党がゼネストを企てたことから1936年8月4日、クーデターを敢行、メタクサスによる独裁体制が確立した。メタクサスはファシズム的政治運営を行ったが、決してファシストではなく、農民の借金に対するモラトリアムを導入、『第一農民』、『第一労働者』と名乗りポピュリスト的な運営を行った。民衆たちはこれに賛同はしなかったが、否定もせずにすごした。唯一の混乱はヴェニゼロスの故郷、クレタ島で発生した暴動であったが、これもすぐに戒厳令が敷かれたことにより鎮圧された。
メタクサスはドイツと接近しながらもイギリスとの友好関係も続け、戦争の影の忍び寄るヨーロッパの中で中立を守るべく行動していたが、イタリアによるアルバニア占領以降、枢軸軍への参加を呼びかけられ、さらにイタリアは最終通告を行いギリシャに脅しをかけた。しかし、1940年10月28日、メタクサスはこれを拒否、ここにイタリア軍によるギリシャ侵攻が開始された。
メタクサスはイギリスに支援を求めた上でイタリア軍を押し戻し、一時的にはアルバニアまで逆に攻め込んだ。しかし、ユーゴスラビアにおけるクーデターにより、ユーゴスラビアが枢軸国側から離れようとしたため、ナチス・ドイツはこれを占領することを決定、枢軸軍はユーゴスラビアを占領し、ギリシャへ攻め込むこととなった。その最中、メタクサスは病死、後を継いだアレクサンドロス・コリジスも混乱の中、自決した。
1941年4月23日、ドイツ軍はアテネに入城。ゲオルギオス2世国王はクレタ島某地への遷都を発表した上で、コリジスの後を継いだ首相ツデロスらはクレタ島へ避難した。しかし、そのクレタ島もドイツ軍の攻撃を受け、国王、ツデロスらはカイロへ亡命することとなった。
ギリシャは、ドイツ・イタリア・ブルガリアの枢軸国三箇国によって分割占領されることとなり、苦難の日々を迎えることとなった。

### 第二次世界大戦後
第二次世界大戦で枢軸軍に占領され、多大な損害を負ったギリシャは枢軸軍の占領が終了し、解放された後も長い内戦を経験することとなった。内戦により、両陣営は残虐な行為でお互いを傷つけあい、共産主義者、反共産主義者の争いと化し、ただでさえ欠乏していた物資は共産主義者を封じこむために使用され、他の国では経済復興に使用されたアメリカの援助もギリシャでは軍備に使用された。その結果、内戦終了後、トルコと並んでバルカン・地中海東部におけるアメリカ合衆国の要と化し、ブルガリア、ルーマニアを押さえていたソビエト連邦と対峙することとなった。アメリカ合衆国はギリシャの内戦に介入以降、政治にも介入し、官僚や軍首脳の人事にも介入し続けた。
1950年、ギリシャは朝鮮戦争に参加、さらに1951年9月には北大西洋条約機構(NATO)にも加盟、1953年にアメリカ軍の基地が構築されることとなった。アメリカ軍はギリシャへ介入するに当たり、ギリシャで強い影響力を持ったギリシャ軍を足がかりにしており、ギリシャ軍は民衆や政府にではなく、王へ忠誠を誓っていた。そして、1953年、共産主義者の監視を行う目的でギリシャ諜報機関（KYP）が設立され、CIAの全面的バックアップを受けた上で広範囲にパイプをめぐらせ、共産主義者の監視を行った。このように戦後ギリシャにおける政策運営は社会の再構築に向かわずに共産主義の打倒へ向かっていた。
内戦終了後の1950年2月、ギリシャにおいて1947年以来続いていた戒厳令が解除、1950年3月、比例代表に基づいた総選挙が行われツァルダス率いる人民党がなんとか第一党になったが、中道諸派の三派連合勢力に政権が委ねられた。しかし、安定多数を保持しておらず、ギリシャ政局は不安定と化し、1951年9月、再度、総選挙が行われ、右派勢力を結集したアレクサンドロス・パパゴス率いる『ギリシャ国民連合』が第一党に躍り出たため、政局の流動化が促進された。しかし、アメリカは右派での安定を望んだため、これに介入、1952年11月16日に総選挙が行われ、パパゴスが政権を担うこととなった。
パパゴスは第二次世界大戦以来の経済的混乱に決着をつけることに成功、1953年、平価切下げや同時に行われた通貨管理政策などのインフレ抑制も功を奏し1960年代には経済発展が始まりつつあった。
この頃、キプロス島における人口9割を占めていたギリシャ人は元々ギリシャ本土への編入を強く求めていたが、キプロス島はイギリスによって統治されていた。そのイギリスはキプロスを手放す気はなかったが、キプロスにおいてギリシャ系のキプロス解放民族組織（EOKA）による活動が開始されたことから、これに対抗するためにトルコへこの紛争に対し利害関係を主張するよう促した結果1955年5月、イスタンブールで暴動が発生してしまいギリシャ人コミュニティが衰退することとなった。これらのことから、トルコ政府はギリシャへの併合を認めず、分割を主張するようになった。
1955年、パパゴスが死去するとコンスタンディノス・カラマンリスが首相に任命され、1956年2月、総選挙が行われ中道と左派が結成した『民主連合』が48%得票し、与党である『ギリシャ国民連合』が改組された『国民急進党』を上回ったにも拘（かかわ）らず、『国民急進党』が過半数を得ることになった。安定多数を得たカラマンリスは首相に在任した1963年までに国民所得の倍増など、経済の安定化に成功していたが、1958年の選挙では『国民急進党』は得票数が前回を下回ったにも拘らず、過半数を取得したが、左派が第二党に躍進していた。カラマンリスはキプロスのために東奔西走したが、結局キプロスがギリシャへ併合されることはなく、イギリス連邦に所属する共和国として独立、ギリシャ、トルコが小規模な部隊をおくることにより、これを保障することとなった。
それまで内政には問題を持っていなかったカラマンリスであったが、選挙を1961年に行うことを決定すると風向きが変わり、中道諸政党が統一され、ゲオルギオス・パパンドレウ率いる『中央同盟』が結成された。これは雑多な主義が混合しており、やがて解散することになるが、1961年の選挙では『民主左翼連盟』を追いやることに成功した。しかしこの選挙は『暴力と欺瞞の選挙』と呼ばれる悪名高いものと化した。
しかし、これらの所作にも拘らず、中道連合が第二党に躍進、指導者ゲルギオス・パパンドレウは民主的な選挙を求め『弛まない闘争』を宣言、この混乱の中、左翼民主連合の指導者グリゴリス・ランブラキスが暗殺され政局は悪化の一途をたどっていた。さらに1963年11月の選挙では中道連合が勝利を収め、パパンドレウが組閣、さらに1964年2月に再選挙が行われ、パパンドレウ率いる中道連合は安定多数を得て政権確保に成功した。一方、右派のカラマンリスは王室、特にドイツ生まれのフレデリキ王妃と対立、1963年12月亡命した。
パパンドレウは政権を得たが、キプロスでは危機が迫っており、1960年のキプロス協定に定められていた三国による共同統治が崩壊し、キプロス大主教であり大統領であったマカリオスはトルコ人の権利縮小を求めたがこれをトルコ政府が拒否、ギリシャ人とトルコ人の間で1960年12月末から激しい戦いが始まり、トルコがキプロスに介入する危機が迫っていた。これは1964年にアメリカ大統領リンドン・ジョンソンの強硬発言により回避されたが、国連の平和維持軍が介入、不安定な平和がキプロスに訪れた。これ以降、キプロスではトルコ人、ギリシャ人の住み分けが強制的に行われ、『二重の統一案』が提示されたが、これをパパンドレウは拒否、アメリカの不興を買うこととなった。
また、パパンドレウは国内で改革を進め、教育改革や東側諸国との関係改善、内戦中より獄中にあったものの釈放などを行い、経済関連では息子アンドレアスを閣僚に取り立て、辣腕を振るわせていた。しかし、パパンドレウによる緩やかなインフレ経済政策は国内の特権階級には不安視されており、さらに軍内にもパパンドレウ政府を左翼的であるとして危険視していた。そして、アメリカは警戒を強め、さらに右派連合は『アスピダ事件』を利用して中道政権へ攻撃を開始した。そして、国王コンスタンディノス2世は国王の権限問題を背景にしてこれに介入、1965年7月にパパンドレウは辞任した。しかし、これに民衆はデモを開始、『70日間運動』もしくは『国王一揆』と呼ばれることとなる。その後、首相にコスティス・ステファノプロスが任命されたが、政局の混乱と国内の不安定さを収めることはできなかった。この混乱の中、ステファノプロスは『国民急進党』党首パナヨティス・カネプロスと合意して1967年5月、総選挙を行うことを決定、超党派の選挙管理内閣が取り仕切ることとなったが、アンドレアス・パパンドレウの問題で内閣は崩壊した。そのため、国王はカネプロスに選挙を託したが、その数日後の1967年4月21日、下級将校グループによるクーデターが発生した。
このクーデターは中道連合の勝利が確実視されたためであったが、国王、軍首脳、労働組合、政党全てが虚を突かれた状態であり、ギリシャ陸軍が権力を掌握することとなった。カネプロスはこれを拒否するよう請願したが、国王はクーデターの首謀者スティリアノス・パッタコス准将、ゲオルギオス・パパドプロス大佐、ニコラオス・マカレゾス大佐らによって形成された元検事長コリアスを首班とする偽りの文民政府を已む無く承認した。

### 軍事政権
国王は偽りの文民政府を承認したが、1967年12月、逆クーデターを仕掛け事態の収拾を狙った。しかし素人じみたその行動は軍によってすぐさま鎮圧され、国王はローマへ亡命した。